# ميغيل أنخيل مارتينيز توريس
ميغيل أنخيل مارتينيز توريس (بالإسبانية: Miguel Ángel Martínez Torres)‏ هو دراج إسباني، ولد في 28 يونيو 1967 في كولوميرا في إسبانيا.

## وصلات خارجية
- ميغيل أنخيل مارتينيز توريس على موقع أرشيف الدراجات (الإنجليزية)
- ميغيل أنخيل مارتينيز توريس على موقع إحصائيات الدراجات الإحترافية (الإنجليزية)